# Battles
Battles es un grupo estadounidense de rock experimental fundado en 2002 en Nueva York por Ian Williams (exmiembro de Don Caballero y Storm & Stress). La formación actual es un dúo compuesto por el guitarrista y teclista Williams y el batería John Stanier (exintegrante de Helmet, Tomahawk y The Mark of Cain). Entre los antiguos miembros se encuentran el compositor y vocalista Tyondai Braxton y el guitarrista y bajista Dave Konopka. La banda ha lanzado cuatro álbumes de estudio hasta la fecha, y el más reciente Juice B Crypts se lanzará en 2019.
El grupo está considerado como una de las bandas de math rock más innovadoras de las décadas de 2000 y 2010, y los críticos alaban su sonido único. En 2007, Pitchfork escribió que «Battles han hecho más por extender la idea de una banda de carne y hueso mejorada por la tecnología informática que nadie desde los difuntos Disco Inferno».

## Biografía
Después de editar algunos EP, la banda lanza en febrero de 2006 su primer disco por el sello Warp Records, el compilado EP C / B EP, que agrupa los temas de sus ediciones anteriores EP C y B EP, que cada vez eran más difíciles de encontrar.
Su primer LP, Mirrored, grabado por Keith Souza en los estudios Machines with Magnets, fue lanzado el 14 de mayo de 2007. Ya el 21 de febrero del mismo año había sido lanzado el sencillo Atlas, al que lo siguió el lanzamiento del video del mismo el 28 de febrero.
Atlas fue elegido como el sencillo de la semana por la revista NME, además de obtener una favorable reseña en la revista británica Clash Magazine.
Más recientemente fue lanzado el video del tema Tonto, al que le acompañó el lanzamiento, a finales del 2007, del sencillo del mismo tema.
Su segundo LP, titulado Gloss Drop, fue lanzado en el año 2011.
El 18 de septiembre de 2015 es el lanzamiento oficial de  La Di Da Di, álbum que cuenta con la participación de Dave Konopka (bajo, guitarras y efectos), John Stanier (drums) y Ian Williams (guitarra y teclados).
En diciembre de 2021, se anunció que la banda realizaría una gira por Norteamérica en abril y mayo de 2022 como teloneros de la gira A Tribute to Kings de Primus. En septiembre de 2023, la banda fue telonera de la gira norteamericana de siete fechas de Mr. Bungle.

## Miembros

#### Miembros Actuales
- Ian Williams – guitarra, teclados,  secuenciador (2002-presente); efectos, bajo, loops (2018-presente)
- John Stanier - batería, percusión (2002-presente)

Antiguos Miembros
- Tyondai Braxton - guitarra, teclados, voz (2002-2010)
- Dave Konopka - bajo, guitarra, efectos, loops (2002-2018)

## Discografía
Álbumes:
- Mirrored (Warp Records, mayo de 2007)
- Gloss Drop (Warp Records, junio de 2011)
- La Di Da Di (Warp Records, septiembre de 2015)
- Juice B Crypts (Warp Records, octubre de 2019)

EP:
- "EP C" (Monitor Records, junio de 2004)
- "B EP" (Dim Mak Records, septiembre de 2004)
- "EPC (JAPAN ONLY special mix edition)" (Dotlinecircle, octubre de 2004)
- "EP C / B EP" (Warp Records, febrero de 2006)
- "Tonto+" (Warp Records, 22 de octubre de 2007 en el mundo, 6 de noviembre de 2007 en EE. UU.)

Sencillos:
- "Tras" (junio de 2004, 12")
- "Atlas" (abril de 2007, 12")
- "Tonto"